# Arbeitsgericht Mayen
Das Arbeitsgericht Mayen war ein preußisches Gericht der Arbeitsgerichtsbarkeit mit Sitz in Mayen.

## Geschichte
Gemäß Arbeitsgerichtsgesetz vom 23. Dezember 1926 wurden in Deutschland Arbeitsgerichte gebildet. Diese waren nur in der ersten Instanz organisatorisch selbstständige Gerichte, die Landesarbeitsgerichte waren den Landgerichten zugeordnet. Am Landgericht Koblenz entstand so 1927 das Landesarbeitsgericht Koblenz als eines von drei Landesarbeitsgerichten im Bezirk des Oberlandesgerichtes Köln. In Mayen entstand das Arbeitsgericht Mayen. Sein Sprengel umfasste den Bezirk der Amtsgerichte Daun, Mayen und Münstermaifeld sowie Teilen des Bezirks des Amtsgerichts Adenau. Es bestand je eine Kammer für Arbeiter, für Angestellte und für Handwerk.
Nach der Besetzung Deutschlands durch die Alliierten wurden 1945 zunächst alle Gerichte geschlossen. Die ordentlichen Gerichte wurden schon bald wieder eröffnet, während die Arbeitsgerichte zunächst nicht wieder eingerichtet wurden, so dass arbeitsgerichtliche Streitigkeiten von den ordentlichen Gerichten erledigt werden mussten. Gemäß Kontrollratsgesetz 21 vom 30. März 1946 sollten in Deutschland Arbeitsgerichte aufgebaut werden. Mit dem Gesetz zur Errichtung von Arbeitsgerichten und das Verfahren in Arbeitsgerichtsstreitigkeiten vom 6. November 1847 sowie der Landesverfügung über die Errichtung der Arbeitsgerichte und die örtliche Abgrenzug der Arbeitsgerichtsbezirke vom 15. März 1948 wurde eine neue Rechtsgrundlage geschaffen. Das Arbeitsgericht Mayen entstand dabei nicht neu.